# Groupe I des éliminatoires de la Coupe d'Afrique des nations de football 2023
Navigation
Groupe H Groupe J
Le groupe I des éliminatoires de la Coupe d'Afrique des nations de football 2023 est une compétition qualificative pour la phase finale de la Coupe d'Afrique des nations de football 2023, qui se déroule en juin et juillet 2023 en Côte d'Ivoire.

## Tirage au sort
Le tirage au sort a eu lieu le 19 avril 2022 au Caire. Les têtes de série sont désignées via un classement CAF (construit d'après les résultats lors des dernières CAN).
Le tirage au sort désigne les équipes suivantes dans le groupe I. Les quarante-huit équipes sont réparties en douze dans quatre chapeaux :
- Chapeau 1 :  RD Congo (12e du classement CAF)
- Chapeau 2 :  Gabon (16e du classement CAF)
- Chapeau 3 :  Mauritanie (26e du classement CAF)
- Chapeau 4 :  Soudan (39e du classement CAF)

## Classement
- Sélection qualifiée pour la CAN 2023

| Rang | Équipe     | Pts | J | G | N | P | Bp | Bc | Diff |  | Résultats (▼ dom., ► ext.) |     |     |     |     |
| ---- | ---------- | --- | - | - | - | - | -- | -- | ---- |  | -------------------------- | --- | --- | --- | --- |
| 1    | RD Congo   | 12  | 6 | 4 | 0 | 2 | 11 | 4  | +7   |  | RD Congo                   |     | 3-1 | 0-1 | 2-0 |
| 2    | Mauritanie | 10  | 6 | 3 | 1 | 2 | 9  | 7  | +2   |  | Mauritanie                 | 0-3 |     | 2-1 | 3-0 |
| 3    | Gabon      | 7   | 6 | 2 | 1 | 3 | 3  | 5  | -2   |  | Gabon                      | 0-2 | 0-0 |     | 1-0 |
| 4    | Soudan     | 6   | 6 | 2 | 0 | 4 | 3  | 10 | -7   |  | Soudan                     | 2-1 | 0-3 | 1-0 |     |

## Résultats
| 1re journée             | Mauritanie                          | 3 - 0   | Soudan      | Stade olympique de Nouakchott, Nouakchott |                             |
| 4 juin 2022 19:00 UTC±0 | Kamara 27e (pen.) 30e · Mahmoud 77e | (2 - 0) |             | Arbitrage : Fabricio Duarte               | Arbitrage : Fabricio Duarte |
| 4 juin 2022 19:00 UTC±0 | Mahmoud 41e                         | Rapport | 35e Abdalla | Arbitrage : Fabricio Duarte               | Arbitrage : Fabricio Duarte |

| 4 juin 2022 | RD Congo | 0 - 1   | Gabon                       | Stade des Martyrs, Kinshasa |                             |
| 21:00 UTC+1 |          | (0 - 1) | 23e Babicka                 | Arbitrage : Bernard Camille | Arbitrage : Bernard Camille |
| 21:00 UTC+1 |          | Rapport | 32e Autchanga · 78e Amonome | Arbitrage : Bernard Camille | Arbitrage : Bernard Camille |

| 2e journée              | Gabon                | 0 - 0   | Mauritanie                                         | Stade de Franceville, Franceville |                             |
| 8 juin 2022 17:00 UTC+1 |                      | (0 - 0) |                                                    | Arbitrage : Messie Nkounkou       | Arbitrage : Messie Nkounkou |
| 8 juin 2022 17:00 UTC+1 | Kanga 8e · Palun 60e | Rapport | 60e Mouhsine (en) · 73e Niasse · 81e Ba · 90+1e Ba | Arbitrage : Messie Nkounkou       | Arbitrage : Messie Nkounkou |

| 8 juin 2022 | Soudan                                           | 2 - 1   | RD Congo                    | Al Hilal Stadium, Omdourman |                          |
| 21:00 UTC+2 | Al-Shoala 16e · Abdelrahman 86e                  | (1 - 0) | 90+3e Bolingi               | Arbitrage : Joshua Bondo    | Arbitrage : Joshua Bondo |
| 21:00 UTC+2 | Rahman 23e · Taifour (en) 43e · Abdelgader 90+2e | Rapport | 13e Kiassumbua · 60e Mpangi | Arbitrage : Joshua Bondo    | Arbitrage : Joshua Bondo |

| 3e journée               | Gabon     | 1 - 0   | Soudan                       | Stade de Franceville, Franceville |                            |
| 23 mars 2023 20:00 UTC+1 | Palun 71e | (0 - 0) |                              | Arbitrage : Haythem Guirat        | Arbitrage : Haythem Guirat |
| 23 mars 2023 20:00 UTC+1 | Oyono 74e | Rapport | 65e Edris · 75e Taifour (en) | Arbitrage : Haythem Guirat        | Arbitrage : Haythem Guirat |

| 24 mars 2023 | RD Congo                               | 3 - 1   | Mauritanie | Stade Tout Puissant Mazembe, Lubumbashi |                          |
| 15:00 UTC+2  | Kakuta 37e · Bakambu 42e · Masuaku 67e | (2 - 0) | 55e Abeid  | Arbitrage : Abongile Tom                | Arbitrage : Abongile Tom |
| 15:00 UTC+2  | Tshibola 63e                           | Rapport | 22e Thiam  | Arbitrage : Abongile Tom                | Arbitrage : Abongile Tom |

| 4e journée               | Soudan                                                          | 1 - 0   | Gabon     | Al Hilal Stadium, Omdourman |                             |
| 27 mars 2023 22:00 UTC+1 | Kom 67e                                                         | (0 - 0) |           | Arbitrage : Lotfi Bekouassa | Arbitrage : Lotfi Bekouassa |
| 27 mars 2023 22:00 UTC+1 | Edris 12e · Nemer 40e · Shibun (en) 78e · Mohamedein (en) 90+4e | Rapport | 61e Kanga | Arbitrage : Lotfi Bekouassa | Arbitrage : Lotfi Bekouassa |

| 28 mars 2023 | Mauritanie                                     | 0 - 3 tapis vert | RD Congo                                                  | Stade Cheikha Ould Boïdiya, Nouakchott |                         |
| 22:00 UTC±0  | Soueid 67e                                     | (0 - 1)          | 9e Bakambu                                                | Arbitrage : Sadok Selmi                | Arbitrage : Sadok Selmi |
| 22:00 UTC±0  | Niasse 9e · Camara 60e · Abeid 75e · Hacen 82e | Rapport          | 5e Amale · 47e Bokadi · 51e, 59e Bakambu · 87e Kiassumbua | Arbitrage : Sadok Selmi                | Arbitrage : Sadok Selmi |

| 5e journée               | Gabon                      | 0 - 2   | RD Congo                                        | Stade de Franceville, Franceville |                       |
| 18 juin 2023 19:00 UTC+1 |                            | (0 - 1) | 34e Tshibola · 83e Mayele                       | Arbitrage : Amin Omar             | Arbitrage : Amin Omar |
| 18 juin 2023 19:00 UTC+1 | Allevinah 21e · Lemina 55e | Rapport | 59e Batubinsika · 73e Tshibola · 80e Mpasi-Nzau | Arbitrage : Amin Omar             | Arbitrage : Amin Omar |

| 20 juin 2023 | Soudan      | 0 - 3   | Mauritanie                           | Stade Adrar, Agadir       |                           |
| 19:00 UTC+2  |             | (0 - 1) | 26e El Abd · 49e Houbeib · 55e Tanjy | Arbitrage : Ibrahim Mutaz | Arbitrage : Ibrahim Mutaz |
| 19:00 UTC+2  | Abdalla 35e | Rapport | 41e Mahmoud                          | Arbitrage : Ibrahim Mutaz | Arbitrage : Ibrahim Mutaz |

| 6e journée                   | Mauritanie             | 2 - 1   | Gabon       | Stade Cheikha Ould Boïdiya, Nouakchott |                              |
| 9 septembre 2023 16:00 UTC±0 | Tanjy 30e · Kamara 42e | (2 - 0) | 90+1e Ndong | Arbitrage : Mustapha Ghorbal           | Arbitrage : Mustapha Ghorbal |
| 9 septembre 2023 16:00 UTC±0 | Rapport                |         |             | Arbitrage : Mustapha Ghorbal           | Arbitrage : Mustapha Ghorbal |

| 9 septembre 2023 | RD Congo                 | 2 - 0   | Soudan | Stade des Martyrs, Kinshasa |                           |
| 17:00 UTC+1      | Bongonda 8e · Mayele 87e | (1 - 0) |        | Arbitrage : Samir Guezzaz   | Arbitrage : Samir Guezzaz |
| 17:00 UTC+1      | Rapport                  |         |        | Arbitrage : Samir Guezzaz   | Arbitrage : Samir Guezzaz |

## Statistiques

### Meilleurs buteurs
3 buts    
- Aboubakar Kamara

2 buts   
- Cédric Bakambu
- Fiston Kalala Mayele
- Hemeya Tanjy

1 but  
| - Jonathan Bolingi - Theo Bongonda - Gaël Kakuta - Arthur Masuaku - Aaron Tshibola - Shavy Babicka - Didier Ndong - Lloyd Palun | - Aly Abeid - Nouh Mohamed El Abd - Hassan Houbeib - Abdallahi Mahmoud - Mouhamed Soueid - Mohamed Abdelrahman - Waleed Al-Shoala - Muhamed Kome |